# Tetrastichus spirabilis
Tetrastichus spirabilis is een vliesvleugelig insect uit de familie Eulophidae. De wetenschappelijke naam is voor het eerst geldig gepubliceerd in 1922 door Waterston.